# 岩窪ささを
岩窪 ささを（いわくぼ ささを、1936年 -1998年）は、日本の編曲家、指揮者。
東邦音楽学校声楽科を卒業。1954年、主宰者として東京室内管弦楽団を発足させ、音楽監督と指揮者を務めた。クラシックだけでなく、ポップスを演奏するオーケストラとして話題を呼んだ。テレビ番組での演奏や大衆盤クラシックレコードへの吹き込みなども精力的に行った。

## 主要作品
- 美しく青きドナウ
- 南国のバラ
- ウィーンの森の物語
- 花のワルツ
- 舞踏への誘い
- 蛍の光